# Okay (singolo)
Okay è un singolo della cantante danese Medina, pubblicato il 7 aprile 2008 dall'etichetta discografica At:tack. Il brano è incluso nell'album di debutto della cantante, Tæt på.

## Tracce
Download digitale
1. Okay (Artmus Remix) - 3:28